# Tingelstad
Tingelstad ist eine Ortschaft in der Gran Kommune in Innlandet, Norwegen.
Der Name Tingelstads leitet sich von dem altnordischen männlichen Namen Þengill ab. Tingelstad liegt 5 km entfernt von dem Nachbarort Brandbu und befindet sich in der Nähe des viertgrößten Binnensees Norwegens Randsfjord und des Sees Jarenvatnet. Die Ortschaft hat einen Anschluss zu der regionalen Straße Fylkesvei 240.
In dem Ort befinden sich heute zwei Kirchen, eine weitere, die Grindaker Stabkirche (Grinaker stavkirke) wurde schon um 1866 abgerissen, weil sie als zu klein befunden wurde. Die erhaltene Alte Kirche Tingelstad (Tingelstad gamle kirke) wurde im 13. Jahrhundert errichtet und war ursprünglich die Pfarrkirche des Ortes. Auf dem Holzturm der Kirche befand sich lange die Schiffsfahne von Tingelstad, eine vormalige Schiffsfahne der Nachwikingerzeit. Das Original dieses zuletzt als Wetterfahne der Kirche genutzten Schiffswimpels befindet sich heute im Kulturhistorisk Museum der Universität Oslo, während auf dem Kirchturm heute noch eine Replik dieser Fahne ist. Weiterhin befindet sich in dem Ort das Freiluftmuseum Hadeland Folkemuseum, in das die Alte Kirche von Tingelstad mit einbezogen ist. Die neue Kirche Tingelstad (Tingelstad kirke) wurde von den deutschstämmigen Architekten Heinrich Ernst Schirmer und Wilhelm von Hanno im 19. Jahrhundert erbaut und ist die heutige Pfarrkirche der Kirchgemeinde.
Weiterhin befindet sich in dem Ort der Grabhügel Halvdanshaugen, wo der Überlieferung nach Teile des Körpers von Halvdan Svarte (Halfdan der Schwarzen) bestattet wurden. Der Steinkreis von Bilden liegt etwa 2,5 Kilometer weiter nördlich.